# S/S Patria av Göteborg
S/S Patria av Göteborg var ett ångfartyg som minsprängdes den 19 januari 1940 utanför den nederländska kusten varvid 19 personer omkom.

## Historik
Patria var byggd 1915 för Göthabolagets linje mellan Göteborg och nederländska hamnar. Hon gjorde många resor över Nordsjön. Den svåraste torde ha varit i januari 1937, då fartyget anlände helt nedisat till Göteborg efter 168 timmars resa från Amsterdam mot de 68 timmarna i vanliga fall. Övermaskinisten, som gjort resan över Nordsjön mer än 2 000 gånger, sade sig aldrig ha varit med om så svår storm.

## Minsprängningen
Patria var på resa från Rotterdam till Göteborg och hade på kvällen den 19 januari 1940 nått utanför Ĳmuiden. Ungefär två timmar innan katastrofen hade de vakthavande såväl på däck som i maskin iakttagit en kraftig stöt på babordssidan. Stöten märktes ungefär vid akterkanten av maskinrummet. Alla hade observerat att stöten hade en metallisk klang och hade känts över hela fartyget. Kl 01:20 inträffade två explosioner i omedelbar följd, varvid de män som befann sig i skansen förut, de vakthavande på bryggan och i maskin samt de övriga midskepps boende torde ha omkommit omedelbart. Medan man klargjorde akterflotten iakttogs en drivande Hornmina på fem meters avstånd av Patrias babordssida. Man sprang därför över till styrbordssidan, men minan drev förbi utan att explodera och man återvände mot flotten. Då Patria fick kraftig babords slagsida flöt flotten fri på vattnet utan att sugas ner av virvlarna från den långsamt sjunkande ångaren. Patria gick till botten  med akterskeppet i lodrät ställning ca 20 minuter efter explosionerna. Fartygets båda maskiner hade varit synliga på väg till fördäcksflotten, vilken sedan drogs ned av det sjunkande fartyget.
Fem man befann sig på akterflotten och drev omkring i den upprörda sjön i 3-4 graders kyla. Efter 32 timmars oerhörda strapatser för de ombordvarande observerades flotten av den finska ångaren S/S Figge, tidigare mångårig Göteborgsångare, vilken tog männen ombord och landsatte dem i Helsingborg. Någon timme före Figges ankomst avled Eldaren Engblom som hade skadats svårt vid explosionerna. Samma natt minsprängdes även S/S Flandria i samma farvatten med förlust av 17 människoliv.